# Oncocnemis subtilis
Oncocnemis subtilis là một loài bướm đêm trong họ Noctuidae.